# Primera División 1993 (Cile)
L'edizione 1993 della Primera División è stata l'62ª edizione del massimo torneo calcistico cileno. Il campionato fu vinto dal Colo-Colo per la 19ª volta nella sua storia.

## Formula
La Federazione cilena scelse di semplificare la formula del campionato rispetto all'anno precedente e optò per un girone unico all'italiana. La Liguilla Pre-Libertadores è una fase di play-off che serve a determinare la 2ª squadra cilena classificata alla Copa Libertadores.

## Classifica
| Pos. | Squadra              | G  | V  | N  | S  | GF | GS | DR  | P  |
| ---- | -------------------- | -- | -- | -- | -- | -- | -- | --- | -- |
| 1    | Colo-Colo            | 30 | 17 | 10 | 3  | 50 | 21 | 29  | 44 |
| 2    | Cobreloa             | 30 | 14 | 12 | 4  | 51 | 38 | 13  | 40 |
| 3    | Universidad Católica | 30 | 15 | 7  | 8  | 55 | 35 | 20  | 37 |
| 4    | Universidad de Chile | 30 | 13 | 9  | 8  | 45 | 25 | 20  | 35 |
| 5    | Unión Española       | 30 | 13 | 9  | 8  | 49 | 30 | 19  | 35 |
| 6    | Deportes Temuco      | 30 | 9  | 14 | 7  | 44 | 29 | 15  | 32 |
| 7    | O'Higgins            | 30 | 12 | 8  | 10 | 37 | 32 | 5   | 32 |
| 8    | Deportes Antofagasta | 30 | 9  | 13 | 8  | 35 | 39 | -4  | 31 |
| 9    | Deportes La Serena   | 30 | 8  | 11 | 11 | 23 | 31 | -8  | 27 |
| 10   | Everton              | 30 | 8  | 11 | 11 | 29 | 41 | -12 | 27 |
| 11   | Provincial Osorno    | 30 | 9  | 8  | 13 | 23 | 33 | -10 | 26 |
| 12   | Palestino            | 30 | 10 | 6  | 14 | 28 | 42 | -14 | 26 |
| 13   | Coquimbo Unido       | 30 | 7  | 11 | 12 | 30 | 41 | -11 | 25 |
| 14   | Deportes Melipilla   | 30 | 6  | 13 | 11 | 34 | 47 | -13 | 25 |
| 15   | Deportes Concepción  | 30 | 3  | 13 | 14 | 23 | 46 | -23 | 19 |
| 16   | Deportes Iquique     | 30 | 7  | 5  | 18 | 31 | 58 | -27 | 19 |

|  | Campione. Qualificata alla Coppa Libertadores 1994 |
|  | Qualificata per la Liguilla Pre-Libertadores       |
|  | Qualificata per la Liguilla de Promoción           |
|  | Retrocessa in Primera B                            |

## Pre-Liguilla Libertadores

### Fase a eliminazione diretta
| Squadra locale       | Squadra ospite       | Ida   | Indietro | globale |
| -------------------- | -------------------- | ----- | -------- | ------- |
| Deportes Temuco      | Universidad Católica | 1 - 1 | 1 - 0    | 2 - 1   |
| Universidad de Chile | Unión Española       | 3 - 0 | 0 - 1    | 3 - 1   |
| Cobreloa             | O'Higgins            | 1 - 2 | 3 - 1    | 4 - 3   |

Il quarto membro del Liguilla Pre-Libertadores era
Unión Española, perché superava nella tabella di Primera División 1992 a O'Higgins.

## Liguilla Pre-Libertadores
| Pos | Equipo               | PJ | PG | PE | PP | GF | GC | Dif | Pts |
| --- | -------------------- | -- | -- | -- | -- | -- | -- | --- | --- |
| 1   | Unión Española       | 3  | 2  | 1  | 0  | 2  | 0  | 2   | 5   |
| 2   | Universidad de Chile | 3  | 1  | 2  | 0  | 3  | 2  | 1   | 4   |
| 3   | Deportes Temuco      | 3  | 1  | 1  | 1  | 4  | 2  | 2   | 3   |
| 4   | Cobreloa             | 3  | 0  | 0  | 3  | 1  | 6  | -5  | 0   |

|  | Qualificata alla Coppa Libertadores 1994 |

## Liguilla de Promoción
Le 4 squadre che hanno partecipato a quel campionato hanno dovuto giocare in un unico locale, in questo caso in Coquimbo e contestati in un formato di tutti contro tutti in 3 date. I due vincitori giocheranno nel 1994, mentre i 2 perdenti giocheranno nella seconda divisione del Cile, per lo stesso anno menzionato.
| Pos | Equipo             | PJ | PG | PE | PP | GF | GC | Dif | Pts |
| --- | ------------------ | -- | -- | -- | -- | -- | -- | --- | --- |
| 1   | Regional Atacama   | 3  | 1  | 2  | 0  | 4  | 1  | 3   | 4   |
| 2   | Coquimbo Unido     | 3  | 1  | 2  | 0  | 3  | 5  | 3   | 4   |
| 3   | Deportes Melipilla | 3  | 1  | 1  | 1  | 3  | 4  | -1  | 3   |
| 4   | Deportes Arica     | 3  | 0  | 1  | 2  | 4  | 8  | -4  | 1   |

|  | Giocheranno in Primera División 1994 |
|  | Giocheranno in Seconda División 1994 |

## Verdetti
- Colo-Colo campione del Cile
- Colo-Colo e Unión Española qualificate alla Coppa Libertadores 1994.
- Deportes Melipilla, Deportes Iquique e Deportes Concepción retrocesse in Primera B.

## Classifica marcatori
| Gol |  |  | Giocatore              | Squadra              |
| --- |  |  | ---------------------- | -------------------- |
| 18  |  |  | Marco Antonio Figueroa | Cobreloa             |
| 17  |  |  | Mario Araya            | Dep. Melipilla       |
| 17  |  |  | Lukas Túdor            | Universidad Católica |
| 14  |  |  | Carlos Morales         | Deportes Temuco      |
| 13  |  |  | Juan Carlos Ibáñez     | Universidad de Chile |
| 12  |  |  | Cristian Montecinos    | Deportes Temuco      |
| 12  |  |  | Ariel Beltramo         | Palestino            |
| 11  |  |  | Juan Carreño           | Unión Española       |
| 10  |  |  | Ricardo Lunari         | Universidad Católica |
| 10  |  |  | Rodrigo Barrera        | Universidad Católica |
| 9   |  |  | Rubén Vallejos         | Dep. Antofagasta     |
| 9   |  |  | Jorge Contreras        | Colo-Colo            |
| 9   |  |  | Carlos Gustavo De Luca | O'Higgins            |
| 9   |  |  | Marcelo Corrales       | Palestino            |
| 8   |  |  | Daniel Hormazábal      | Dep. Iquique         |
| 8   |  |  | José Luis Sánchez      | Unión Española       |
| 8   |  |  | Juan Carlos Almada     | Universidad Católica |
| 8   |  |  | Marcelo Jara           | Universidad de Chile |
| 7   |  |  | Marco Cornez           | Dep. Antofagasta     |
| 7   |  |  | Marcelo Álvarez        | Cobreloa             |
| 7   |  |  | Pedro González         | Cobreloa             |
| 7   |  |  | Juan Castillo          | Colo-Colo            |
| 7   |  |  | Alejandro Glaría       | Coquimbo Unido       |
| 6   |  |  | Juan Carlos Kopriva    | Everton              |
| 6   |  |  | Rafael Bianchi         | Everton              |
| 6   |  |  | Luis Cueto             | Dep. Melipilla       |
| 6   |  |  | Malcom Moyano          | O'Higgins            |
| 6   |  |  | Edgardo Garcés         | Palestino            |
| 6   |  |  | Franz Arancibia        | Deportes Temuco      |
| 6   |  |  | Rodrigo Ruiz           | Unión Española       |